# Cambridge Bay Airport
Cambridge Bay Airport är en flygplats i Kanada. Den ligger i den norra delen av landet, 3 100 km nordväst om huvudstaden Ottawa. Cambridge Bay Airport ligger 27 meter över havet.
Terrängen runt Cambridge Bay Airport är platt. Havet är nära Cambridge Bay Airport åt sydväst.Trakten är glest befolkad. Närmaste större samhälle är Cambridge Bay, 3,4 km öster om Cambridge Bay Airport.
Trakten runt Cambridge Bay Airport består i huvudsak av gräsmarker.